# Desembocadura del riu Sénia
La desembocadura del riu Sénia es localitza a l'extrem sud de Catalunya, fent de partió amb el municipi de Vinaròs, ja al País Valencià. Es forma una clàssica llacuna de rambla que abasta unes 3,5 hectàrees de superfície.
Com a zona humida s'’alimenta constantment per l'aigua de la séquia de la Foia, que és aigua sobrant del reg. A més, en aquesta zona hi ha aportacions de l'aqüífer plioquaternari, ja que coincideix la desembocadura amb el final d’'aquest i el nivell freàtic intersecta amb la superfície. Aquest fet permet que la desembocadura del riu Sénia presenti aigua durant tot l'any, creant-se la llacuna de rambla abans esmentada. Tanmateix, els nivells piezomètrics estivals baixen per sota de la superfície del sòl i la llacuna presenta un marcat caràcter salabrós a causa de la infiltració d'aigua marina.
Pel que fa a la vegetació, les vores de la llacuna estan majoritàriament recobertes per un extens canyissar (Phragmites australis) i alguns joncs (Scirpus sp. i Juncus sp.). A la resta de la desembocadura, amb màquies i garrigues amb margalló, llentiscle i ullastre, s'hi localitzen canyars i es troba també un clap de pollancres (Populus nigra), aquests ja al costat de la província de Castelló.
Referent a la fauna, la seva situació litoral i la seva proximitat amb el Delta de l'Ebre, fa que sigui un punt d'aturada per a diverses espècies d'ocells en migració.
Com a principals impactes de l'espai en destaquen l'elevada pressió humana, principalment els mesos d'estiu, que es tradueix en forma de trepig generalitzat i deixalles per l'espai.